# L'Héroïne du kung fu

L'Héroine du kung fu (妙手千金) est un film taïwano-hongkongais réalisé par Yeung Ching-chan, sorti en 1975 et, à Paris, le 12 janvier 1977.
Il met en vedette l'actrice Shang Kuan Ling-feng qui s'appuie ici sur un jeu impressionnant par l'utilisation de moues et de roulements d'yeux pour interpréter l'héroïne éponyme.

## Histoire
Un avocat et son ami monsieur Lu, un professeur de karaté fiancé à une harpie, mènent l'enquête pour retrouver la fille de leur patron, dont il a été séparé alors qu'elle était en bas âge probablement à la suite des troubles provoqués par la prise du pouvoir par les bandits communistes en Chine continentale.
Pendant ce temps, la jeune orpheline Xiao-lin et ses frère et sœur sombrent peu à peu dans la petite délinquance malgré les admonestations de leur père adoptif, ce qui les conduit à entrer en contact avec un gang de petits malfrats de faible envergure dirigé par une vénéneuse jeune femme.

## Fiche technique
- Titre original : 妙手千金 - Heroine
- Réalisation : Yeung Ching-chan
- Musique : Serge Gainsbourg (version hongkongaise, non crédité)
- Langue originale : mandarin
- Format : couleurs - 2,35:1 - mono - 35 mm
- Genre : drame, arts martiaux
- Date de sortie : 1975

## Distribution
- Shang Kuan Ling-feng : Xiao-lin, une orpheline
- Chang I : monsieur Lu, un professeur de karaté
- Ling Ling[4] : Dolly, fiancée du précédent